# Anschelika Albertowna Issajewa
Anschelika Albertowna Issajewa (russisch Анжелика Альбертовна Исаева, wiss. Transliteration; englische Schreibweise Anzhelika Isaeva; * 20. November 2000) ist eine russische Tennisspielerin.

## Karriere
Issajewa begann im Alter von sieben Jahren mit dem Tennissport und spielt vorrangig auf Turnieren der ITF Women’s World Tennis Tour, wo sie bislang je einen Einzel- und Doppeltitel gewann.

## Turniersiege

### Einzel
| Nr. | Datum            | Turnier    | Kategorie | Belag             | Finalgegnerin | Ergebnis    |
| --- | ---------------- | ---------- | --------- | ----------------- | ------------- | ----------- |
| 1.  | 27. Februar 2022 | Nur-Sultan | ITF W60   | Hartplatz (Halle) | Greet Minnen  | 6:4 Aufgabe |

### Doppel
| Nr. | Datum          | Turnier   | Kategorie | Belag | Partnerin           | Finalgegnerinnen                     | Ergebnis  |
| --- | -------------- | --------- | --------- | ----- | ------------------- | ------------------------------------ | --------- |
| 1.  | 10. April 2021 | Schymkent | ITF W15   | Sand  | Jekaterina Makarowa | Sabina Sharipova Jekaterina Jaschina | 7:64, 6:3 |